# 소울크라이
소울크라이(1984년 8월 13일 ~ )는 대한민국의 가수다. 2008년 싱글 앨범 [어떡하니]로 데뷔했다.

## 방송
- 보이스 코리아 2020 (2020) - Top16
- 불타는 트롯맨 (2022) - Top100
- 싱어게인3 (2023) - Top77

## 피처링
- 데니스 프로젝트 - 행복하게 행복하게 (2009)

## 수상
- 2004스타서치 신인가요제 2위 (2004)